# کلی لیگان
 کلی لیگان (انگلیسی: Kelly Liggan؛ زادهٔ ۵ فوریهٔ ۱۹۷۹) یک تنیس‌باز اهل ایرلند است.